# Esther Nirina
Esther Nirina est une poétesse malgache née Esther Ranirinaharitafika le 17 novembre 1932 en Imerina et morte le 19 juin 2004.

## Biographie
Elle naît en 1932 à Ambohimifangitra, à proximité de Antananarivo, au milieu de l'île de Madagascar, d'un père malgache et d'une mère française. Elle grandit à Antananarivo,  où son père travaille comme fonctionnaire. Nirina était une enfant unique et elle a déclaré dans des interviews que son nom signifiait "désiré" parce que ses parents voulaient tellement un enfant,.

## Carrière
Nirina s'installe en France dans les années 1950. Pendant son séjour à Orléans, elle commence à travailler comme bibliothécaire. Elle travaille aux côtés d'Hélène Cadou, veuve de René Guy Cadou. Hélène Cadou s'intéresse à ses créations littéraires après avoir lu un poème qu'elle a écrit et l'encourage à continuer. En 1975, le premier volume de poésie de Nirina, Silencieuse respiration, est publié par un éditeur orléanais, Jean-Jacques Sergent. Simple voyelle suit en 1980, chez le même éditeur. D'autres recueils suivent, regroupés en 1998 dans Rien que lune : Œuvres poétiques,.
Madagascar obtient son indépendance en 1960. Elle et son mari restent à Orléans jusqu'à ce que leurs enfants aillent à l'université. Le couple retourne à Madagascar en 1990 pour rénover leurs maisons à Antananarivo et dans le pays et ainsi préparer un endroit pour se retirer, dit-elle. Ensuite, elle y installait une bibliothèque et une école. Ils s'y installent définitivement dans les années qui suivent,. Elle participe à la vie littéraire sur place et continue à publier. Au cours de sa carrière, Nirina a été membre de l'Académie Malagache et présidente de la Société des écrivains de l'océan Indien (SEROI). Elle a publié cette même année 2004 Mivolana an-tsoratra, son premier recueil en malagasy.

## Style
Le style d'Esther Nirina combine son héritage et sa jeunesse à Madagascar avec ses expériences de vie en France. Elle exprime la relation fragile entre la nature et les humains. Elle utilise des formes traditionnelles de la poésie malgache comme le hain-teny, mais s'inspire également d'influences internationales comme Pablo Neruda et Georges Bataille,,. Sa poésie est marquée par la nostalgie ainsi que par les références philosophiques et la multiplicité des sens dans son choix de mots. 

## Principales publications

### Poésie
- Silencieuse respiration (1975)
- Simple voyelle (1980)
- Lente spirale (1990), parution aux Éditions Revue de l’Océan Indien, impression papier antemoro en encre de couleur ocre
- Multiple solitude (1997)
- Rien que lune : Œuvres poétiques (1998), publiés dans les éditions Grand Océan
- Mivolana an-tsoratra / Le dire par écrit (2004)

### Nouvelles
- "(Sans titre)". Nouvelles (sous la direction de David Jaomanoro). Antananarivo: Éditions du Centre Culturel Albert Camus (1995)
- « Ambohimifangitra ». Chroniques de Madagascar, sélectionnées et présentées par Dominique Ranaivoson. Saint-Maur-des-Fossés (France): Sépia (2005)

### Poésie publiée dans des ouvrages collectifs
- « Prière » et « Granit ». Présence Africaine 101-102 (1977)
- « Pour avoir ». Revue Noire 26 (numéro spécial, « Madagascar », September-October-November 1997
- Parution des poèmes d’Esther Nirina dans les Cahiers bleus.

### Interview
- « Esther Nirina Speaks to Carole Beckett ». Research in African Literatures 34.2 (2003)

## Prix
- Son volume de poésie "Simple voyelle" a reçu le Grand Prix ADELF Littérature de Madagascar, 1980[6].
- Chevalier de l’ordre des Arts et des Lettres (distinction française), 2004